# Empty landscape-Heart’s ease
Empty landscape-Heart's ease is een compositie die in 1995 door Anthony Payne geschreven is.
De compositie is een sextet, geschreven voor hobo, klarinet, hoorn, viool, altviool en cello.
Het werk van 14 minuten werd in opdracht van BBC Radio 3 geschreven voor het Nash Ensemble in 1995.
De titel is pas achteraf aan het werk gegeven. Payne vond de titel Sextet geen recht doen aan de compositie. Er zijn 6 elkaar overlopende secties, waarbij het thema van de Empty landscapes steeds meer verdrongen wordt door Heart's ease. Je kan een vergelijking maken door je voor te stellen door de duinen te lopen. Er is niets, maar toch neem je allerlei veranderingen waar. Vreemd genoeg word je steeds rustiger tijdens de wandeling, terwijl de natuur om je heen in hetzelfde tempo blijft veranderen en toch ook weer hetzelfde blijft.